# Лейк-Гамильтон (Арканзас)
Лейк-Гамильтон (англ. Lake Hamilton, Arkansas) — статистически обособленная местность, расположенная в округе Гарленд (штат Арканзас, США) с населением в 1609 человек по статистическим данным переписи 2000 года.

## География
По данным Бюро переписи населения США статистически обособленная местность Лейк-Гамильтон имеет общую площадь в 10,1 квадратных километров, из которых 5,18 кв. километров занимает земля и 4,92 кв. километров — вода. Площадь водных ресурсов округа составляет 48,71 % от всей его площади.
Статистически обособленная местность Лейк-Гамильтон расположена на высоте 137 метров над уровнем моря.

## Демография
По данным переписи населения 2000 года в Лейк-Гамильтоне проживало 1609 человек, 483 семьи, насчитывалось 762 домашних хозяйств и 1181 жилой дом. Средняя плотность населения составляла около 159,3 человек на один квадратный километр. Расовый состав Лейк-Гамильтона по данным переписи распределился следующим образом: 95,65 % белых, 0,87 % — чёрных или афроамериканцев, 0,50 % — коренных американцев, 1,24 % — азиатов, 1,43 % — представителей смешанных рас, 0,31 % — других народностей. Испаноговорящие составили 2,24 % от всех жителей статистически обособленной местности.
Из 762 домашних хозяйств в 18,9 % — воспитывали детей в возрасте до 18 лет, 53,0 % представляли собой совместно проживающие супружеские пары, в 6,7 % семей женщины проживали без мужей, 36,5 % не имели семей. 28,3 % от общего числа семей на момент переписи жили самостоятельно, при этом 9,3 % составили одинокие пожилые люди в возрасте 65 лет и старше. Средний размер домашнего хозяйства составил 2,11 человек, а средний размер семьи — 2,55 человек.
Население статистически обособленной местности по возрастному диапазону по данным переписи 2000 года распределилось следующим образом: 15,7 % — жители младше 18 лет, 7,3 % — между 18 и 24 годами, 26,7 % — от 25 до 44 лет, 30,0 % — от 45 до 64 лет и 20,3 % — в возрасте 65 лет и старше. Средний возраст жителей составил 45 лет. На каждые 100 женщин в Лейк-Гамильтоне приходилось 106,0 мужчин, при этом на каждые сто женщин 18 лет и старше приходилось 103,1 мужчин также старше 18 лет.
Средний доход на одно домашнее хозяйство в статистически обособленной местности составил 36 667 долларов США, а средний доход на одну семью — 45 250 долларов. При этом мужчины имели средний доход в 30 455 долларов США в год против 16 765 долларов среднегодового дохода у женщин. Доход на душу населения в статистически обособленной местности составил 23 992 доллара в год. 8,1 % от всего числа семей в округе и 9,6 % от всей численности населения находилось на момент переписи населения за чертой бедности, при этом 24,3 % из них были моложе 18 лет.